# 李从晦
李从晦（?—?），字含章，唐朝宗室，襄邑王李神符六世孙，黔中观察使李模之孙，明州刺史李谞之子。
李从晦在唐敬宗宝历初年及进士第，擢升为太常博士。甘露之变，御史中丞李孝本被诛杀，李从晦是他的族昆弟，被贬为郎州司户参军。改任澶王府谘议，分司东都。之后又被贬为亳州司马、很久之后才升任为吏部郎中，兼侍御史，知杂事。出为常州刺史，镇海军节度使。李琢表奏他的政绩，赐金紫。历任京兆尹、工部侍郎、山南西道节度使。以考核为最，进银青光禄大夫、检校工部尚书。去世时六十三岁，赠吏部尚书。李从晦形貌伟岸，年轻时与崔龟从、李景让、裴休关系友善。奖励后进，有知人之名，杨收为布衣，刚刚当官，李从晦一见如故，待以公辅，后来果然担任宰相。

## 子
- 李伸，国子监主簿
- 李俶，司农寺主簿
- 李擢，字大用
- 李拙，成都府参军
- 李招
- 李择，字仁表，尚书右丞